# Plectocryptus antennalis
Plectocryptus antennalis är en stekelart som beskrevs av Otto Schmiedeknecht 1905. Plectocryptus antennalis ingår i släktet Plectocryptus och familjen brokparasitsteklar. Inga underarter finns listade i Catalogue of Life.